# Joyang-dong
Joyang-dong (koreanska: 조양동)  är en stadsdel i staden Sokcho i Sydkorea. Den ligger i provinsen Gangwon i den norra delen av landet, 160 km nordost om huvudstaden Seoul.